# NGC 1529
NGC 1529 este o galaxie lenticulară situată în constelația Reticulul. A fost descoperită în 9 decembrie 1836 de către John Herschel. Se află la o distanță de 71,72 de megaparseci de Pământ.